# Gianni Bondaz
Gianni Bondaz és un polític valldostà. Membre de la DCI, fou elegit president del Consell de la Vall de 1990 a 1992 amb suport del PSI i dels Autonomistes Independents. El 2003 fou condemnat, juntament amb 16 imputats més (tres expresidents del Consell), pels danys causats a la regió en la gestió de les quotes per al funcionament de les empreses de transport públic, entre 1982 i 1993. La sentència va indicar que les actuacions dels imputats foren un exemple de pèssima administració. La condemna civil inicial el va obligar a pagar 45.000 euros, però el 2006 la Cort de Comptes italiana la va reduir a 13.577 euros.